# SC-30
La SC-30 o Enlace Orbital de Santiago de Compostela es una autovía urbana que forma parte de la circunvalación norte de Santiago de Compostela. Conecta con la A-54 con el cruce de la rotonda elevada de la AP-9 y la futura rotonda de la carretera nacional N-550, al este del polígono industrial del Tambre. Consta 2,5 kilómetros de longitud y la velocidad limita a 80 km/h.
El primer tramo del Enlace Orbital de Santiago de Compostela es de unos 800 metros de longitud, entre la A-54 y la AP-9 fue puesto en servicio, en el año 2024. y el segundo tramo, en el nordeste del parque empresarial de A Sionlla de unos 800 metros sin contar el acceso a la AP-9, contado la apertura vial del parque empresarial, fueron concluidas las obras, en el año 2012.
Las características de esta autovía urbana tiene 2 carriles por sentido, cuenta las 3 rotondas: la primera rotonda es de la A-54, la segunda rotonda es de la AP-9 y la tercera rotonda es de la carretera nacional N-550. Las 3 rotondas esta en la posición elevada, la rotonda de la carretera nacional N-550 se encuentra en fase de redacción de proyecto.

## Tramos
| Denominación | Tramo | Kilómetros | Año servicio / Estado (2025)                                                 |
| ------------ | --- | ---------- | ---------------------------------------------------------------------------- |
| SC-30        | A-54 (San Marcos) - AP-9 Parque empresarial de A Sionlla | 0,8        | 2024                                                                         |
| SC-30        | AP-9 Parque empresarial de A Sionlla - Acceso Norte al Parque empresarial de A Sionlla Tramo original: Acceso Norte al Parque empresarial de A Sionlla Glorieta acceso a la AP-9 | 1 0,2      | 2012 2024                                                                    |
|              | Acceso Norte al Parque empresarial de A Sionlla - N-550 (A Sionlla de Arriba) | 0,2        | Proyecto aprobado (aprobado definitivamente) (pendiente licitación de obras) |